# Eparchia di Livny

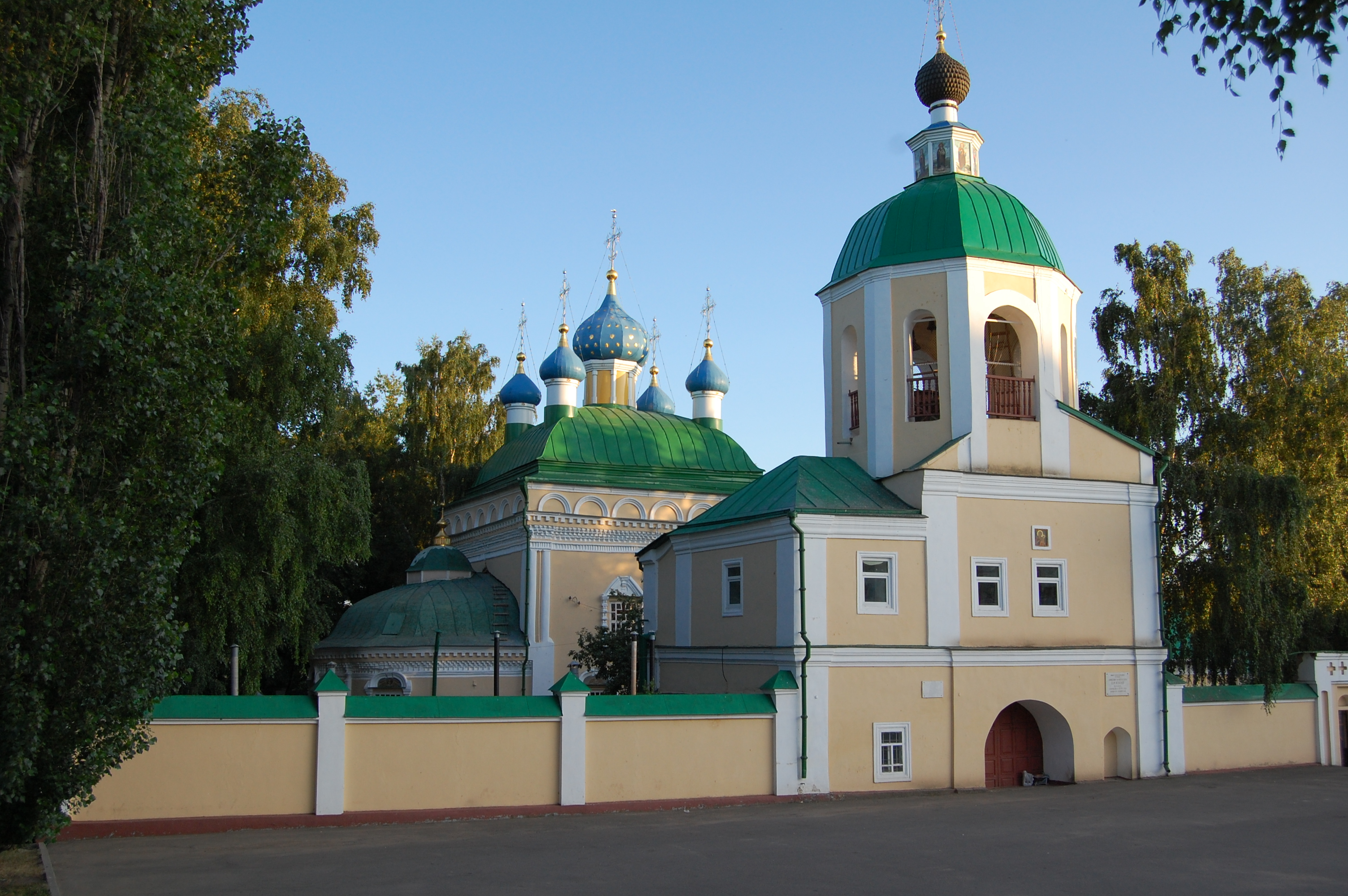
La cattedrale di San Sergio a Livny.

L'eparchia di Livny (in russo Ливенская епархия?) è una diocesi della Chiesa ortodossa russa, appartenente alla metropolia di Orël.

## Territorio
L'eparchia comprende i rajon Verchovskij, Glazunovskij, Dolžanskij, Zalegoščenskij, Kolpnjanskij, Korsakovskij, Krasnozorenskij, Livenskij, Maloarchangel'skij, Novodereven'kovskij, Novosil'skij, Pokrovskij e Sverdlovskij nella parte orientale della oblast' di Orël nel circondario federale centrale.
Sede eparchiale è la città di Livny, dove si trova la cattedrale di San Sergio di Radonež.
L'eparca ha il titolo ufficiale di «eparca di Livny e di Maloarchangel'sk».

## Storia
L'eparchia è stata eretta dal Santo Sinodo della Chiesa ortodossa russa il 25 luglio 2014 ricavandone il territorio dall'eparchia di Orël, e contestualmente è entrata a far parte della metropolia di Orël.